# 谷崎央佳
谷崎 央佳（たにさき おうか）は、日本の小説家・脚本家。

## 人物
アミューズメントメディア総合学院ノベルス学科を卒業後、冲方丁の文芸アシスタントを務め、シナリオライターなどとして活躍。2007年に映画『ベクシル 2077日本鎖国』のノベライズ作品『ベクシル ～my winding road～』で作家としてデビューを果たした。2016年11月に自身の個人事務所として合同会社名文路を設立し、主にゲームシナリオライターとして活動している。

## 主な作品

### 書籍
- 『ベクシル ～my winding road～』（イラスト・緒方剛志/監修・曽利文彦、小学館、2007年）※映画『ベクシル 2077日本鎖国』のノベライズ作品。[3]
- 『気になるあの娘はエロゲンガー!』（イラスト・光星、HJ文庫、2010年、ISBN 9784798601168）[4]
- 『パガニーニ』 シリーズ（イラスト・まゆなし、ポニーキャニオン、2014年 - 2015年、全4巻）[5]
- 『ウルトラ怪獣擬人化計画 始まりの物語』（イラスト・ハル犬、KADOKAWA、2018年、ISBN 9784048937610）[6]

### オンライン小説
- 少女よ、我汝を仰ぎ望む（comico/2015年）

### テレビアニメ
- ているず おぶ ホームルーム（2018年、webアニメ、シリーズ構成・脚本）
- 魔王様、リトライ!（2019年、シリーズ構成・脚本）
- ふたりソロキャンプ（2025年、脚本[7]）

### ゲーム
メインシナリオライターとして参加したもののみを挙げる。
- 四女神オンライン CYBER DIMENSION NEPTUNE（2017年）
- 竜星のヴァルニール（2018年）